# Білл Буфаліно
Вільям Юджин Буфаліно (13 квітня 1918 р. - 12 травня 1990 р.) був американським адвокатом, який представляв Міжнаціональне братство водіїв вантажного транспорту (МБВГТ) з 1947 р. до 1971 р. У 1982 році він вийшов на пенсію. Вільям Буфаліно тісно співпрацював з Джиммі Хоффою до того часу, поки у 1975 році він не зник, ймовірно був убитий. Вільям був двоюрідним братом мафіозі Рассела Буфаліно відомого у північно-східній Пенсильванії.

## Ранні роки
Буфаліно народився в Піттстоні, штат Пенсильванія, був одним із дев'яти дітей у сім'ї шахтарів. Протягом двох років навчався у римо-католицькому духовенстві, перш ніж почати вивчення права. Він закінчив юридичну школу Дікінсона у 1942 році.Під час Другої світової війни служив в армії. Він мав звання лейтенанта та працював в генеральному корпусі судді армії. Після повернення з армії почав займатися правом з 1947 році.

## Кар'єра
Майже 25 років Буфаліно представляв інтереси лідера братства Джиммі Хоффа. Він допомагав братству та Хоффу боротися проти звинуваченнь у рекетирстві. Буфаліно представляв братство сім разів у суді та виграв п’ять із них. Врешті-решт, Хоффа потрапив у в’язницю за підкуп присяжних.
Буфаліно був представником Братства протягом 20 років, обіймаючи посаду президента в Local 985 у районі Детройту. Розслідування комітетом Сенату описало Local 985 як "агентство збору бандитських спекулянтів". Буфаліно неодноразово звинувачувався в зв'язках з мафією. Він подав позов до суду на сенатора Джона Л. МакКлеллана, демократа з Арканзасу, та Роберта Ф. Кеннеді за те, що вони спаплюжили його репутацію, звинувативши у зв'язку з організованою злочинністю. Позов він програв.
У 1975 році Хоффа зник. Буфаліно стверджував, що Хоффу було вбито Центральним розвідувальним агентством через те, що він знав про імовірний урядовий задум використати членів мафії для вбивства президента Куби Фіделя Кастро. Буфаліно говорив, що Хоффа критикував Роберта Ф. Кеннеді і користувався послугами приватного шпигуна Бернарда Шпинделя для прослуховування домівки Мерилін Монро, щоб шпигувати так за Кеннеді.
Буфаліно провів свою пенсію на пляжі Помпано, штат Флорида

## Смерть
Вільям Буфаліно помер 12 травня 1990 року від лейкемії в лікарні Holy Cross у Форт-Лодердейлі, штат Флорида.

## Образ у кіно
Рей Романо зіграв Буфаліно у кримінальному фільмі Ірландець, який був знятий американським кінорежисером Мартіном Скорсезе у 2019 році.